# Stretch Arm Strong
Stretch Arm Strong è un gruppo hardcore punk formato nel 1992 da Chris McLane (voce), David Sease (chitarra e voce), Glen Calder (chitarra), Chris Andrews (basso) e John Barry (batteria).

## Storia
Dopo la pubblicazione di Compassion Fills the Void da Uprising Records, il gruppo ha pubblicato tre album con Solid State Records rispettivamente nel 1999, 2001 e 2003. In più, i Stretch Arm Strong hanno fatto molti Tour in Europa e negli Stati Uniti. In seguito, il gruppo ha firmato un contratto con We Put Out Records, il loro più recente LP, Free at Last, è stato registrato nell'aprile 2005 con James Paul Wisner (produttore di Further Seems Forever e Underoath) e l'hanno pubblicato lo stesso anno.
Molti componenti sono cristiani, ma non vogliono che il gruppo sia identificato come cristiano in alcuni casi, preferiscono essere conosciuti come una band influenzata dal cristianesimo e non un gruppo che predica.

## Formazione
- Chris McLane - voce
- David Sease - chitarra, voce
- John Barry - batteria
- Glen Calder - chitarra
- Chris Andrews - basso

## Discografia
- 1995 - Not Without Resistance EP
- 1998 - It Burns Clean EP
- 1998 - Compassion Fills the Void
- 1999 - Rituals of Life
- 2001 - A Revolution Transmission
- 2003 - Engage
- 2005 - Free at Last